# برکه محمدآباد
برکه محمدآباد مربوط به دوره قاجار است و در شهرستان استهبان، بخش رونیز، دهستان خیر، بعد از روستای محمدآباد، کنار دریاچه بختگان واقع شده و این اثر در تاریخ ۱۵ دی ۱۳۸۷ با شمارهٔ ثبت ۲۴۱۷۳ به‌عنوان یکی از آثار ملی ایران به ثبت رسیده است.